# Manchester Rugby Club
Manchester Rugby Club, anciennement appelé Manchester Football Club, est un des plus anciens clubs de rugby anglais encore en activité. Il a été fondé en 1860, soit onze ans avant la RFU. Le club est basé à Cheadle Hulme dans le Grand Manchester, il évolue actuellement en Troisième Division (National Division 2).

## Histoire
Manchester Rugby Club fut l'un des plus prestigieux clubs d'Angleterre aux débuts du rugby. C'est ainsi qu'eut lieu le premier match du club en 1857 entre gentilshommes de Manchester et de Liverpool au cours d'une partie amicale. Richard Sykes, le capitaine de l'équipe de football de l'école de Rugby fonda l'équipe de Manchester et lui fournit le ballon. Liverpool FC fut d'abord créé puis un peu plus tard Manchester F.C., pour encadrer les rencontres entre voisins. 
Manchester eut des liens très forts avec la Rugby Football Union naissante, deux présidents de la RFU (James MacLaren et Roger Walker) sont originaires du club comme un grand nombre d'internationaux, dont Albert Neilson Hornby, le premier joueur à être capitaine de l'Angleterre à la fois en rugby et au cricket. Les premiers maillots internationaux sont de précieux trophées du club house.

## Joueurs célèbres
- Alexander Gillies  Écosse 12 sélections 1924-1927
- Archibald Drummond  Écosse 2 sélections 1938